# Чаушли
Чаушли (макед. Чаушли) — покинутое поселение в общине Дойран в Республике Македония. 

## История
В XIX веке поселение было чисто турецкое. В книге «Ethnographie des Vilayets d'Andrinople, de Monastir et de Salonique», опубликованной в Константинополе в 1878 году, написано, что в том же году в Чаушли было 35 дворов. В 1900 году в Чаушли проживало 175 жителей, из них все были турками. В 1917 году в поселение был погребён Луис Айер, известный болгарский педагог и общественник швейцарского происхождения. В 2002 году в Чаушли проживало 0 человек.

## Внешние ссылки
- Официальный сайт Общины Дойран